# St. Johns (Michigan)
St. Johns település az Amerikai Egyesült Államok Michigan államában, Clinton megyében, melynek megyeszékhelye is. Lakosainak száma 7698 fő (2020. április 1.).

## Népesség
A település népességének változása:

| 2010 | 7 865 |
| 2020 | 7 698 |